# 1948年サンモリッツオリンピックのクロスカントリースキー競技
1948年サンモリッツオリンピックのクロスカントリースキー競技（1948ねんサンモリッツオリンピックのクロスカントリースキーきょうぎ）は、1948年1月31日から2月6日までスイス、サンモリッツで行われた。

## 競技結果

### 男子18km
- 1948年1月31日
- エントリー84人：完走83人
- Sports-Reference.com (Olympics) のアーカイブ (英語)
- 1948年サンモリッツオリンピックのクロスカントリースキー競技 - Olympedia（英語）
- サンモリッツオリンピック公式記録(PDF):P33-P34

| 順位 | 名前                         | 国・地域     | 記録          |
| ---- | ---------------------------- | ------------ | ------------- |
| 1    | マルティン・ルンドストローム | スウェーデン | 1時間13分50秒 |
| 2    | ニルス・エステンソン         | スウェーデン | 1時間14分22秒 |
| 3    | グンナル・エリクソン         | スウェーデン | 1時間16分06秒 |
| 4    | ヘイッキ・ハス               | フィンランド | 1時間16分43秒 |
| 5    | ニルス・カールソン           | スウェーデン | 1時間16分54秒 |
| 6    | サウリ・リュトキュ           | フィンランド | 1時間18分10秒 |
| 7    | アウグスト・キウル           | フィンランド | 1時間18分25秒 |
| 8    | テウヴォ・ラウッカネン       | フィンランド | 1時間18分51秒 |
| 9    | オーラフ・ハーゲン           | ノルウェー   | 1時間19分05秒 |
| 10   | マルッティ・フータラ         | フィンランド | 1時間19分28秒 |

### 男子50km
- 1948年2月6日
- エントリー28人：完走20人
- Sports-Reference.com (Olympics) のアーカイブ (英語)
- 1948年サンモリッツオリンピックのクロスカントリースキー競技 - Olympedia（英語）
- サンモリッツオリンピック公式記録(PDF):P32

| 順位 | 名前                           | 国・地域         | 記録          |
| ---- | ------------------------------ | ---------------- | ------------- |
| 1    | ニルス・カールソン             | スウェーデン     | 3時間47分48秒 |
| 2    | ハラルド・エリクソン           | スウェーデン     | 3時間52分20秒 |
| 3    | ベニアム・ヴァンニネン         | フィンランド     | 3時間57分28秒 |
| 4    | ペッカ・ヴァンニネン           | フィンランド     | 3時間57分58秒 |
| 5    | アンディシュ・トーンクヴィスト | スウェーデン     | 3時間58分20秒 |
| 6    | エディ・シュイルト             | スイス           | 4時間05分37秒 |
| 7    | ペッカ・クヴァヤ               | フィンランド     | 4時間10分02秒 |
| 8    | ヤロスラフ・セルダル           | チェコスロバキア | 4時間14分34秒 |
| 9    | クリスチャン・ビョルン         | ノルウェー       | 4時間15分21秒 |
| 10   | マルティン・ヤーレ             | ノルウェー       | 4時間17分11秒 |

### 男子4×10kmリレー
- 1948年2月3日
- エントリー11チーム：完走11チーム
- Sports-Reference.com (Olympics) のアーカイブ (英語)
- 1948年サンモリッツオリンピックのクロスカントリースキー競技 - Olympedia（英語）
- サンモリッツオリンピック公式記録(PDF):P55

| 順位 | 名前 | 国・地域         | 記録          |
| ---- | --- | ---------------- | ------------- |
| 1    | ニルス・エステンソン ニルス・タップ グンナール・エリクソン マルティン・ルンドストローム                           | スウェーデン     | 2時間32分08秒 |
| 2    | ラウリ・シルヴェノイネン テウヴォ・ラウッカネン サウリ・リュトキュ アウグスト・キウル                             | フィンランド     | 2時間41分06秒 |
| 3    | アーリン・エヴェンセン オーラフ・エケン ライダル・ニーボリク オーラフ・ハーゲン                                   | ノルウェー       | 2時間44分33秒 |
| 4    | ヨーズル・グストライン ヨーゼフ・ドイッチマン エンゲルベルト・フンダートプント カール・ラフライダー               | オーストリア     | 2時間47分18秒 |
| 5    | ニクラウス・シュトゥンプ ロベルト・ツルブリッケン マックス・ミュラー エディ・シュイルト                           | スイス           | 2時間48分07秒 |
| 6    | ヴィンチェンゾ・ペルーチョン シルヴィオ・コンフォートラ リッツィエーリ・ロデギエーロ セヴェリーノ・コンパニョーニ | イタリア         | 2時間51分00秒 |
| 7    | ルネ・ジョンデル ジェラール・ペリエ マリウス・モーラ ブノワ・キャラーラ                                           | フランス         | 2時間51分53秒 |
| 8    | シュテファン・コヴァルチック フランチシェック・バヴィン ヤロスラフ・ザイチェック ヤロスラフ・セルダル             | チェコスロバキア | 2時間54分56秒 |
| 9    | トーネ・ライジンガー アントン・ポガチュニック マテウシュ・コルデジュ ヨジェ・ニフィック                           | ユーゴスラビア   | 2時間55分55秒 |
| 10   | ユゼフ＝ダニエル・クシェフトフスキー スタニスワフ・ブトフスキー タデウシュ・クヴァピエン ステファン・ジェジッチ   | ポーランド       | 2時間59分19秒 |

## 各国メダル数
| 順 | 国・地域     | 金 | 銀 | 銅 | 計 |
| -- | ------------ | -- | -- | -- | -- |
| 1  | スウェーデン | 3  | 2  | 1  | 6  |
| 2  | フィンランド | 0  | 1  | 1  | 2  |
| 3  | ノルウェー   | 0  | 0  | 1  | 1  |